# 佩拉福特
佩拉福特是西班牙加泰罗尼亚塔拉戈纳省的一个市镇。总面积10平方公里，总人口613人（2001年），人口密度61人/平方公里。